# Cornelius Edward Gallagher

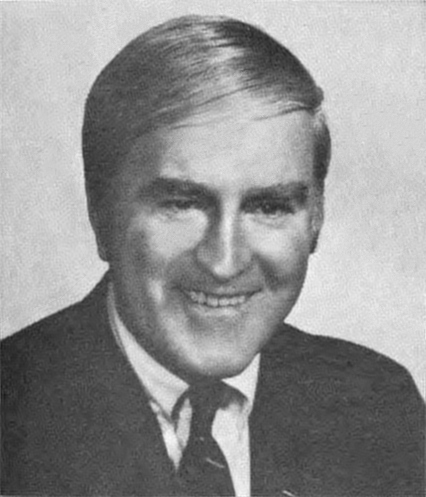
Cornelius Edward Gallagher (1971)

Cornelius Edward Gallagher (* 2. März 1921 in Bayonne, New Jersey; † 17. Oktober 2018 in Monroe Township, New Jersey) war ein US-amerikanischer Politiker. Zwischen 1959 und 1973 vertrat er den Bundesstaat New Jersey im US-Repräsentantenhaus.

## Werdegang
Cornelius Gallagher besuchte die öffentlichen Schulen seiner Heimat. Danach unterbrach er seine Ausbildung, um zwischen 1941 und 1946 als Soldat der United States Army am Zweiten Weltkrieg teilzunehmen. Dabei diente er unter anderem als Hauptmann unter General George S. Patton. In den Jahren 1945 und 1946 war er Fakultätsmitglied der Rutgers University. Nach einem anschließenden Jurastudium an der John Marshall Law School und seiner 1949 erfolgten Zulassung als Rechtsanwalt begann er in Bayonne in diesem Beruf zu arbeiten. Zwischenzeitlich hat er in den Jahren 1948 und 1949 noch an der New York University studiert. Während des Koreakrieges diente er für ein weiteres Jahr in der US Army. Später wurde er einer der Direktoren der Broadway National Bank.
Politisch schloss sich Gallagher der Demokratischen Partei an. Zwischen 1953 und 1956 saß er im Kreisrat des Hudson County. Danach wurde er Leiter der New Jersey Turnpike Authority. In den Jahren 1952, 1956 und 1960 nahm er als Delegierter an den jeweiligen Democratic National Conventions teil. Bei den Kongresswahlen des Jahres 1958 wurde Gallagher im 13. Wahlbezirk von New Jersey in das US-Repräsentantenhaus in Washington, D.C. gewählt, wo er am 3. Januar 1959 die Nachfolge von Alfred D. Sieminski antrat. Nach sechs Wiederwahlen konnte er bis zum 3. Januar 1973 sieben Legislaturperioden im Kongress absolvieren. Diese Zeit war von den Ereignissen des Kalten Krieges, des Vietnamkrieges und innenpolitisch die Bürgerrechtsbewegung überschattet.
Im Jahr 1972 wurde Gallagher von seiner Partei nicht mehr zur Wiederwahl nominiert. Bald darauf wurde er mit illegalen Tätigkeiten und Mafiabeziehungen in Verbindung gebracht. Nach einem Gerichtsverfahren wurde er zu zwei Jahren Gefängnis und einer Geldstrafe von 10.000 Dollar verurteilt. Seine politische Laufbahn war damit beendet. Später war er noch Vizepräsident der Firma Baron/Canning International in New York City. Seinen Lebensabend verbrachte er in Columbia.